# David Nalbandian
David Nalbandian (* 1. ledna 1982 Unquillo, Córdoba, Argentina) je bývalým profesionálním hráčem tenisu, jeho nejvyšší postavení na žebříčku ATP bylo třetí místo v březnu 2006.
Za svou dosavadní kariéru vyhrál 10 turnajů ve dvouhře.
Největším úspěchem na grandslamových turnajích zůstává pro tohoto Argentince finále Wimbledonu v roce 2002, kde podlehl Lleytonu Hewittovi z Austrálie 1-6, 3-6, 2-6.
Tenis začal hrát v pěti letech. Jako juniorský hráč vyhrál juniorské US Open proti Rogeru Federerovi a právě s Rogerem Federerem má jako jeden z mála hráčů skoro vyrovnanou bilanci vzájemných střetnutí. Momentální skóre hovoří 8-11 z pohledu Nalbandiana.
V roce 2012 se dostal až do finále turnaje AEGON Championships kde ovšem při hře proti Marinu Čilićovi nezvládl emoce a odkopl reklamní desku, která zranila rozhodčího – poté byl v souladu s pravidly diskvalifikován.

## Finálové účasti na turnajích Grand Slamu (1)

### Prohry (1)
| Rok  | Turnaj    | Soupeř ve finále | Výsledek      |
| 2002 | Wimbledon | Lleyton Hewitt   | 6-1, 6-3, 6-2 |

## Finálové účasti na Turnajích Mistrů (1)

### Vítězství (1)
| Rok  | Turnaj  | Soupeř ve finále | Výsledek                    |
| 2005 | Šanghaj | Roger Federer    | 6-74, 6-711, 6-2, 6-1, 7-63 |

## Finálové účasti na turnajích ATP (21)

### Dvouhra - výhry (10)
| Legenda                                                              |
| Grand Slam (0)                                                       |
| Tennis Masters Cup / ATP World Tour Finals (1)                       |
| ATP Masters Series / ATP World Tour Masters 1000 (2)                 |
| ATP Tour / ATP World Tour 500 Series & ATP World Tour 250 Series (7) |

| Tituly dle povrchu |
| Tvrdý (4)          |
| Antuka (4)         |
| Tráva (0)          |
| Koberec (2)        |

| Č.  | Datum             | Turnaj                  | Povrch  | Soupeř ve finále  | Výsledek                    |
| 1.  | 14. duben 2002    | Estoril, Portugalsko    | antuka  | Jarkko Nieminen   | 6-4, 7-65                   |
| 2.  | 27. říjen 2002    | Basilej, Švýcarsko      | koberec | Fernando González | 6-4, 6-3, 6-2               |
| 3.  | 1. květen 2005    | Mnichov, Německo        | antuka  | Andrei Pavel      | 6-4, 6-1                    |
| 4.  | 20. listopad 2005 | Šanghaj, Čína           | koberec | Roger Federer     | 6-74, 6-711, 6-2, 6-1, 7-63 |
| 5.  | 7. květen 2006    | Estoril, Portugalsko    | antuka  | Nikolaj Davyděnko | 6-3, 6-4                    |
| 6.  | 21. říjen 2007    | Madrid, Španělsko       | tvrdý   | Roger Federer     | 1-6, 6-3, 6-3               |
| 7.  | 4. listopad 2007  | Paříž, Francie          | koberec | Rafael Nadal      | 6-4, 6-0                    |
| 8.  | 24. únor 2008     | Buenos Aires, Argentina | antuka  | José Acasuso      | 3-6, 7-65, 6-4              |
| 9.  | 12. říjen 2008    | Stockholm, Švédsko      | tvrdý   | Robin Söderling   | 6-2, 5-7, 6-3               |
| 10. | 17. leden 2009    | Sydney, Austrálie       | tvrdý   | Jarkko Nieminen   | 6-3, 6-79, 6-2              |

### Dvouhra - prohry (10)
| Legenda                |
| Grand Slam (1)         |
| Tennis Masters Cup (0) |
| ATP Masters Series (4) |
| ATP Tour (5)           |

| Tituly dle povrchu |
| Tvrdý (4)          |
| Antuka (3)         |
| Tráva (1)          |
| Koberec (2)        |

| Č.  | Datum            | Turnaj                    | Povrch  | Soupeř ve finále   | Výsledek                |
| 1.  | 30. září 2001    | Palermo, Itálie           | antuka  | Félix Mantilla     | 7-62, 6-4               |
| 2.  | 7. červenec 2002 | Wimbledon, Velká Británie | tráva   | Lleyton Hewitt     | 6-1, 6-3, 6-2           |
| 3.  | 10. srpen 2003   | Montreal, Kanada          | tvrdý   | Andy Roddick       | 6-1, 6-3                |
| 4.  | 26. říjen 2003   | Basilej, Švýcarsko        | koberec | Guillermo Coria    | bez boje                |
| 5.  | 9. květen 2004   | Řím, Itálie               | antuka  | Carlos Moyà        | 6-3, 6-3, 6-1           |
| 6.  | 24. říjen 2004   | Madrid, Španělsko         | tvrdý   | Marat Safin        | 6-2, 6-4, 6-3           |
| 7.  | 31. říjen 2004   | Basilej, Švýcarsko        | koberec | Jiří Novák         | 5-7, 6-3, 6-4, 1-6, 6-2 |
| 8.  | 1. březen 2008   | Acapulco, Mexiko          | antuka  | Nicolás Almagro    | 6-1, 7-61               |
| 9.  | 26. říjen 2008   | Basilej, Švýcarsko        | koberec | Roger Federer      | 6-3, 6-4                |
| 10. | 2. listopad 2008 | Paříž, Francie            | tvrdý   | Jo-Wilfried Tsonga | 6-3, 4-6, 6-4           |

### Čtyřhra - prohry (1)
| Č. | Datum         | Turnaj                  | Povrch | Partner          | Soupeři ve finále             | Výsledek |
| 1. | 23. únor 2003 | Buenos Aires, Argentina | antuka | Lucas Arnold Ker | Mariano Hood Sebastian Prieto | 6-2, 6-2 |

## Davisův pohár
David Nalbandian se zúčastnil 16 zápasů v Davisově poháru za tým Argentiny s bilancí 17-4 ve dvouhře a 10-5 ve čtyřhře.